# Cnidoscolus urens
Cnidoscolus urens är en törelväxtart som först beskrevs av Carl von Linné, och fick sitt nu gällande namn av Joseph Charles Arthur. Cnidoscolus urens ingår i släktet Cnidoscolus och familjen törelväxter.

## Underarter
Arten delas in i följande underarter:
- C. u. neglectus
- C. u. stimulosus
- C. u. urens

## Bildgalleri

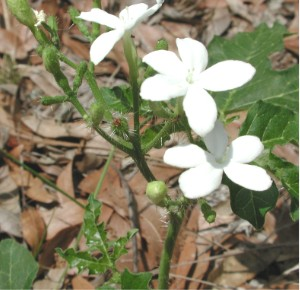
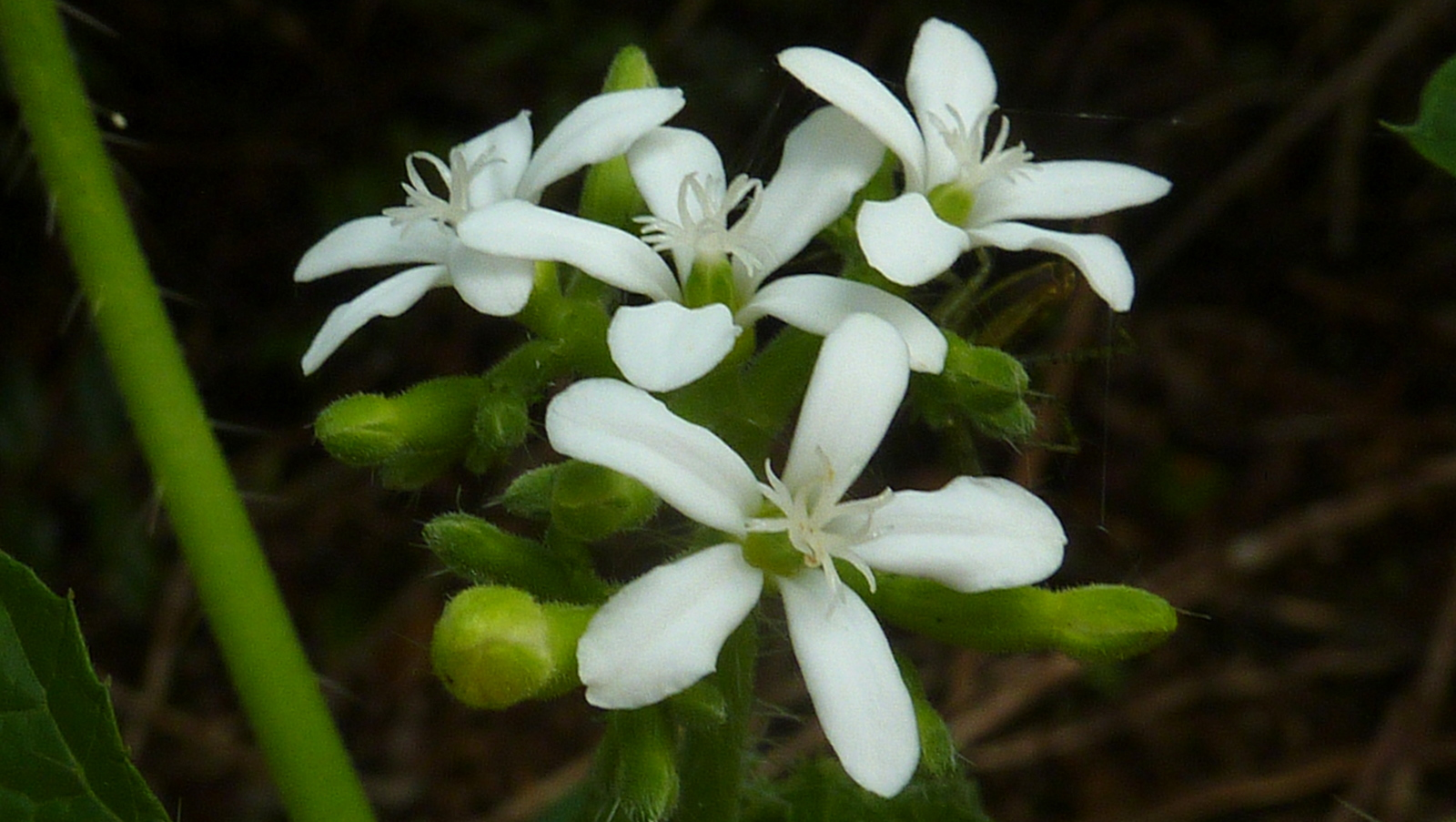
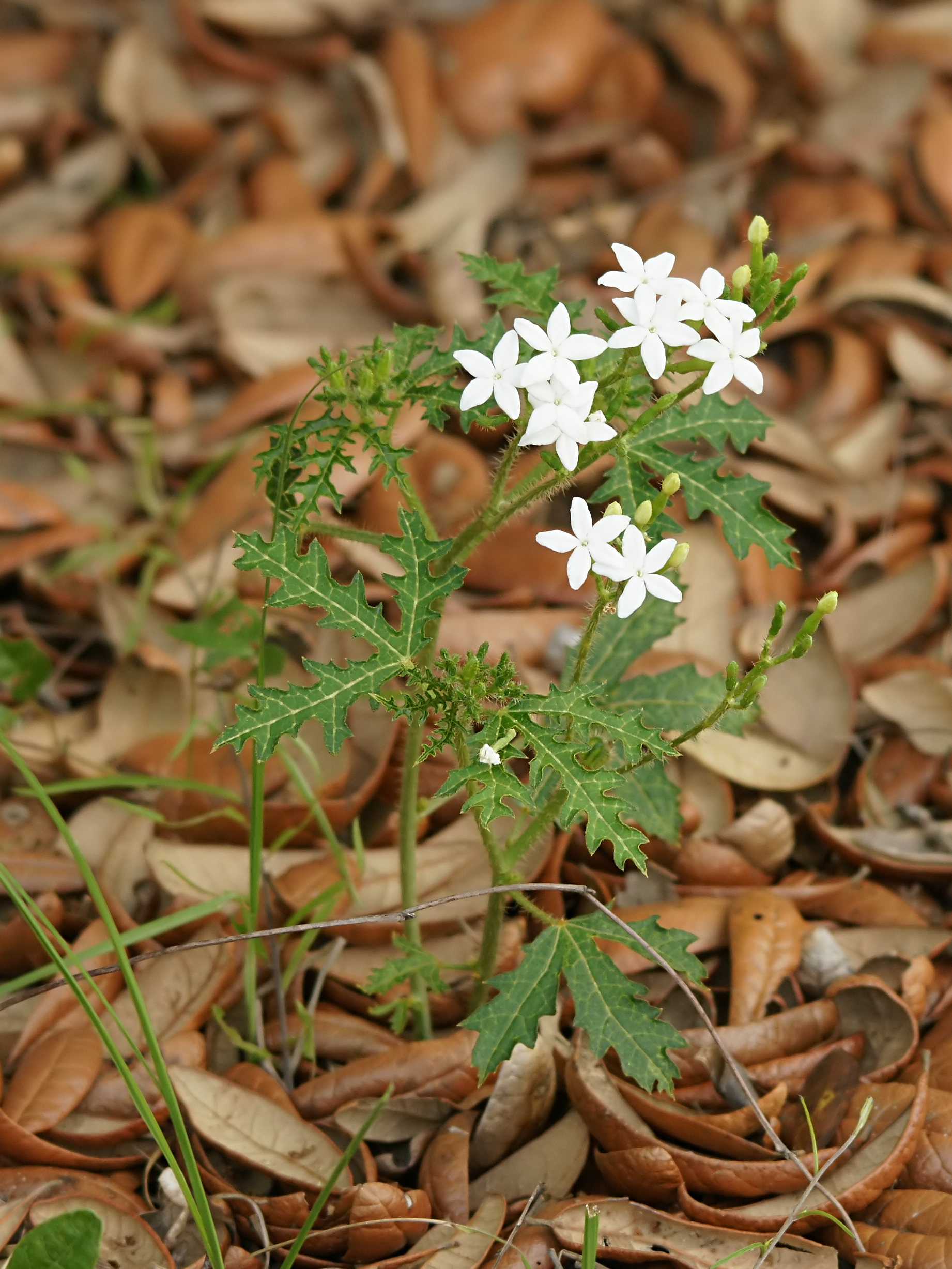
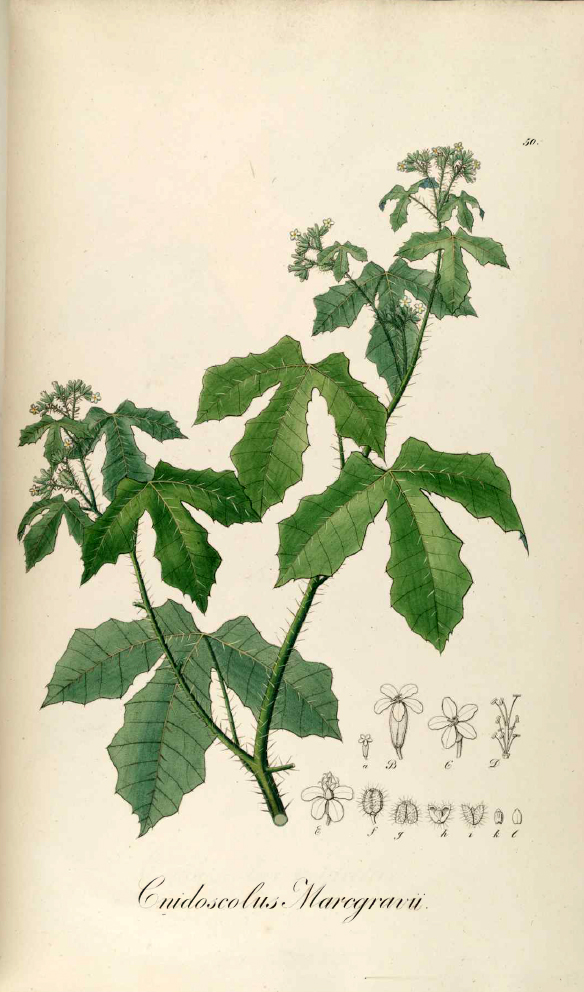
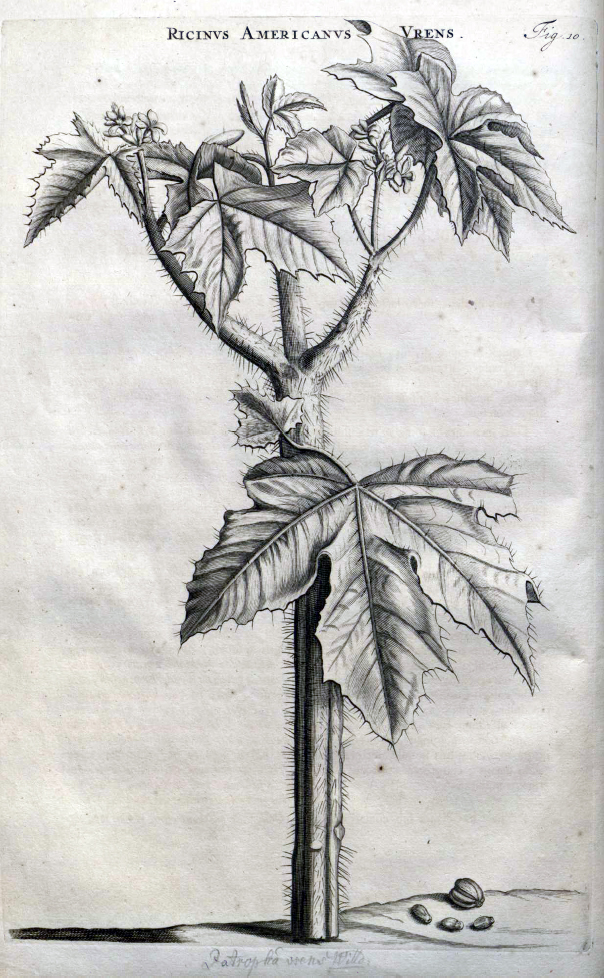
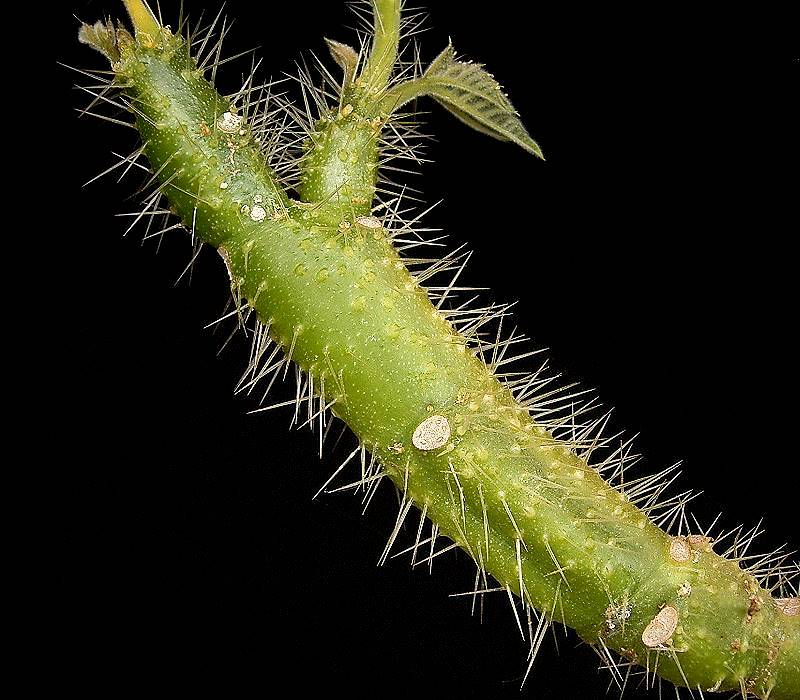